# Ana Aslan
Ana Aslan   (Brăila, 1 de gener de 1897 - Bucarest, 21 de maig de 1988) va ser una científica i metgessa romanesa, especialista en la lluita contra l'envelliment. Famosa per la seva contribució essencial a la geriatria i gerontologia, per descobrir l'acció regeneradora de la procaïna i per crear diversos productes per al tractament de l'envelliment, com són el Gerovital i l'Aslavital.

## Biografia
Ana Aslan va néixer a Braila (Romania) l'1 de gener del 1897. Va iniciar els estudis de medicina el 13 d'octubre del 1915 a la Facultat de Medicina de la Universitat de Bucarest; va finalitzar la seva llicenciatura l'any 1922 i la tesi doctoral l'any 1924. Va arribar a ser especialista en cardiologia, endocrinologia, fisiologia i diverses branques mèdiques més. Va dedicar tota la vida al treball d'investigació de l'envelliment i a l'assistència de malalts. Els resultats de les seves investigacions van ser tan espectaculars que van sorprendre metges i científics de tot el món. Els càrrecs mèdics que va ocupar en els seus llargs anys de treball van ser:
- Entre els anys 1945 i 1949 va ser professora titular d'una clínica mèdica a Timisoara.
- Entre els anys 1949 i 1958 va ser la cap de secció de l'Institut d'Endocrinologia de Bucarest.
- I des d'aquell any fou la directora de l'Institut Nacional de Geriatria i Gerontologia de Bucarest.

Va ser membre de l'Acadèmia de Ciències de Nova York, de la Unió Mundial de Medicina profilàctica i higiene social, membre d'honor del Centre Europeu d'Investigació Mèdica Aplicada, membre del Consell de Direcció de l'Associació Internacional de Gerontologia, membre de la Societat Nacional de Gerontologia de Xile, presidenta de la Societat Romanesa de Gerontologia i diversos càrrecs més. Des de l'any 1974 va ser membre de l'Acadèmia Romanesa.
Ja l'any 1946 havia descobert les múltiples accions d'una substància coneguda i usada en terapèutica: la procaïna (l'havia provada en un estudiant amb artritis reumàtica amb molt bons resultats; aquest va ser el començament del seu fort interès en el que arribaria a ser el medicament Gerovital H3). L'any 1949 va iniciar els treballs científics en el camp de la geriatria per encàrrec del govern romanès, amb la finalitat de recuperar les persones sortides dels camps de concentració o amb seqüeles físiques de la Segona Guerra Mundial. Finalment, l'any 1952 preparà aquesta vitamina, com un producte farmacèutic amb acció en el tractament de fenòmens d'envelliment. Es basa en el descobriment de les propietats regeneradores de la procaïna aplicada en tractaments crònics.
L'any 1958 s'inicia la preparació del producte a escala industrial i la seva introducció en els circuits farmacèutics. Era evident la importància del seu tractament en la millora dels problemes circulatoris per l'edat en dur a terme una acció d'equilibri del sistema nerviós vegetatiu, amb visibles efectes de millora en diversos aspectes psíquics. El Gerovital va tenir concedida la patent farmacèutica, permís de venda, en uns 30 països, i fou considerat, al principi, com un medicament miraculós.
L'any 1985 (amb 88 anys), la Dra. Ana Aslan estava al cim de la seva celebritat. Els seus malalts eren innombrables, tant anònims com famosos (Charles de Gaulle, Ho Chi Minh, Tito, Sukarno, Indira Gandhi, Marlene Dietrich, Silvester Stallone, Zsa Zsa Gabor, Omar Sharif, entre molts d'altres). No obstant això, la seva consagració no va ser gens fàcil ni definitiva, sobretot, perquè, fins al present, la gerontologia només s'ha establert com a disciplina mèdica en uns quants països. A més, va haver de remuntar la incredulitat d'alguns col·legues mèdics (Ana Aslan va haver de suportar com altres companys seus l'anomenaven "Faust amb faldilles"). Els prejudicis eren evidents i obvis, es tractava d'una dona que venia del centre d'Europa amb un medicament que podia alterar els interessos dels grans imperis farmacèutics.
Trenta-cinc anys d'investigació i els seus estudis en més de 300.000 persones es van convertir en una poderosa evidència per al Gerovital. En reconeixement de aquesta qualificada investigació sobre envelliment i malalties relacionades, va rebre prop de 40 premis nacionals i internacionals, entre els quals destaca el rebut el 1982, "Lleó Bernard", atorgat per l'Organització Mundial de la Salut.
L'únic premi que li va faltar perquè la seva col·lecció estigués completa va ser el Premi Nobel de Medicina. Els seus medicaments, essencials en el tractament contra l'envelliment continuen amb patent en nombrosos països i són garantits amb la marca de la firma de la mateixa doctora Ana Aslan. Va morir a Romania l'any 1988, a l'edat de 91 anys.